# Lophuromys woosnami
Lophuromys woosnami је врста глодара из породице мишева (Muridae). 

## Распрострањење
Врста је присутна у Бурундију, ДР Конгу, Руанди и Уганди.

## Станиште
Врста Lophuromys woosnami има станиште на копну.

## Угроженост
Ова врста није угрожена, и наведена је као последња брига јер има широко распрострањење.

### Популациони тренд
Популациони тренд је за ову врсту непознат.